# Кушелевка (Хмельницкий район)
Кушелевка (укр. Кушелівка) — село на Украине, находится в Хмельницком районе Винницкой области.
Код КОАТУУ — 0524880603. Население по переписи 2001 года составляет 395 человек. Почтовый индекс — 22060. Телефонный код — 4338.
Занимает площадь 0,96 км².
В селе действует храм Равноапостольного Князя Владимира Хмельницкого благочиния Винницкой епархии Украинской православной церкви.

## Адрес местного совета
22060, Винницкая область, Хмельницкий р-н, с. Великий Мытник, ул. Центральная, 80